# Raszków

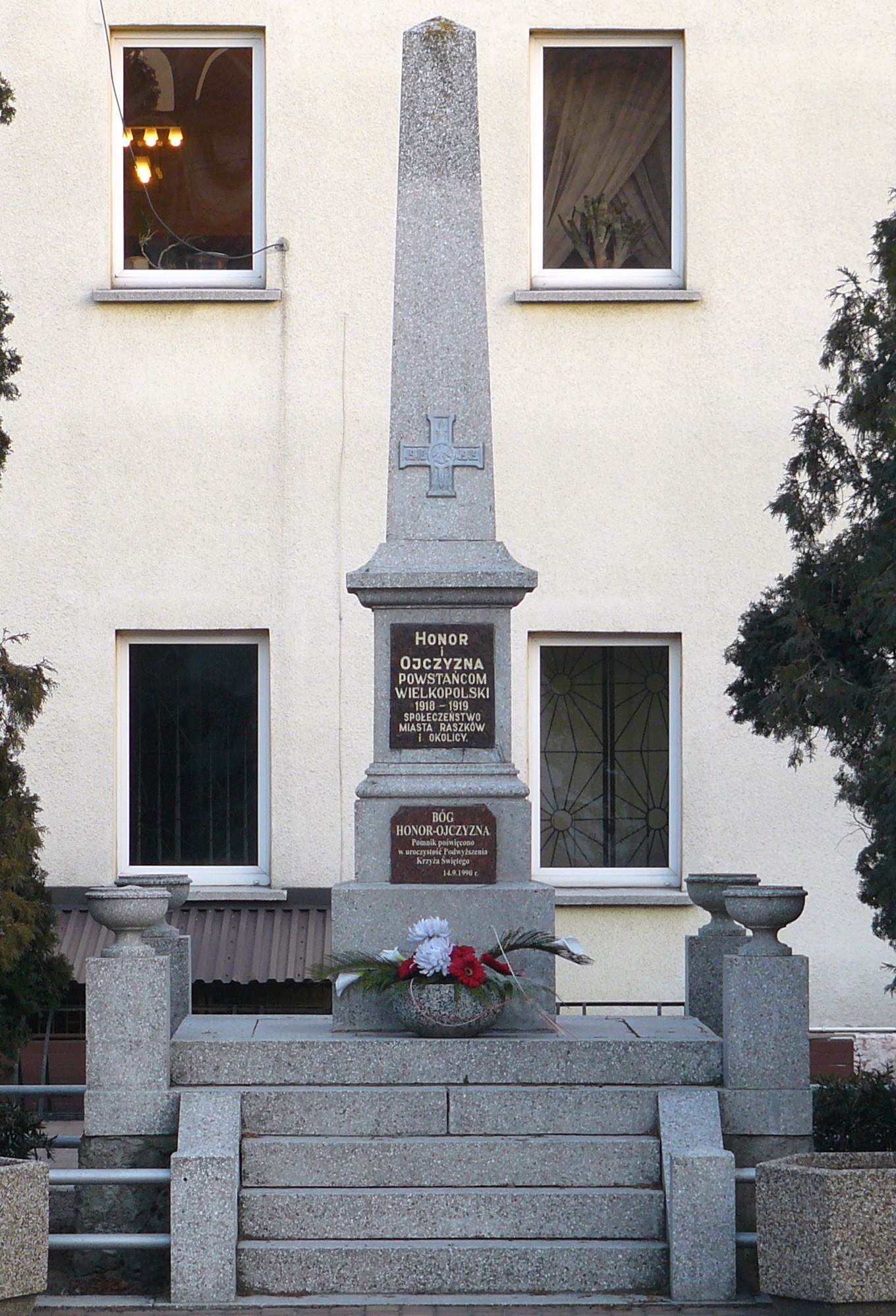
Obelisk ku czci uczestników powstania wielkopolskiego

Raszków – miasto w województwie wielkopolskim, w powiecie ostrowskim, siedziba gminy Raszków, na Wysoczyźnie Kaliskiej, nad Ołobokiem, w Kaliskiem, w aglomeracji kalisko-ostrowskiej, ok. 11 km na północ od Ostrowa Wielkopolskiego, ok. 30 km na zachód od Kalisza.
1 stycznia 2019 roku miasto liczyło 2099 mieszkańców.

## Historia

### Prawa miejskie

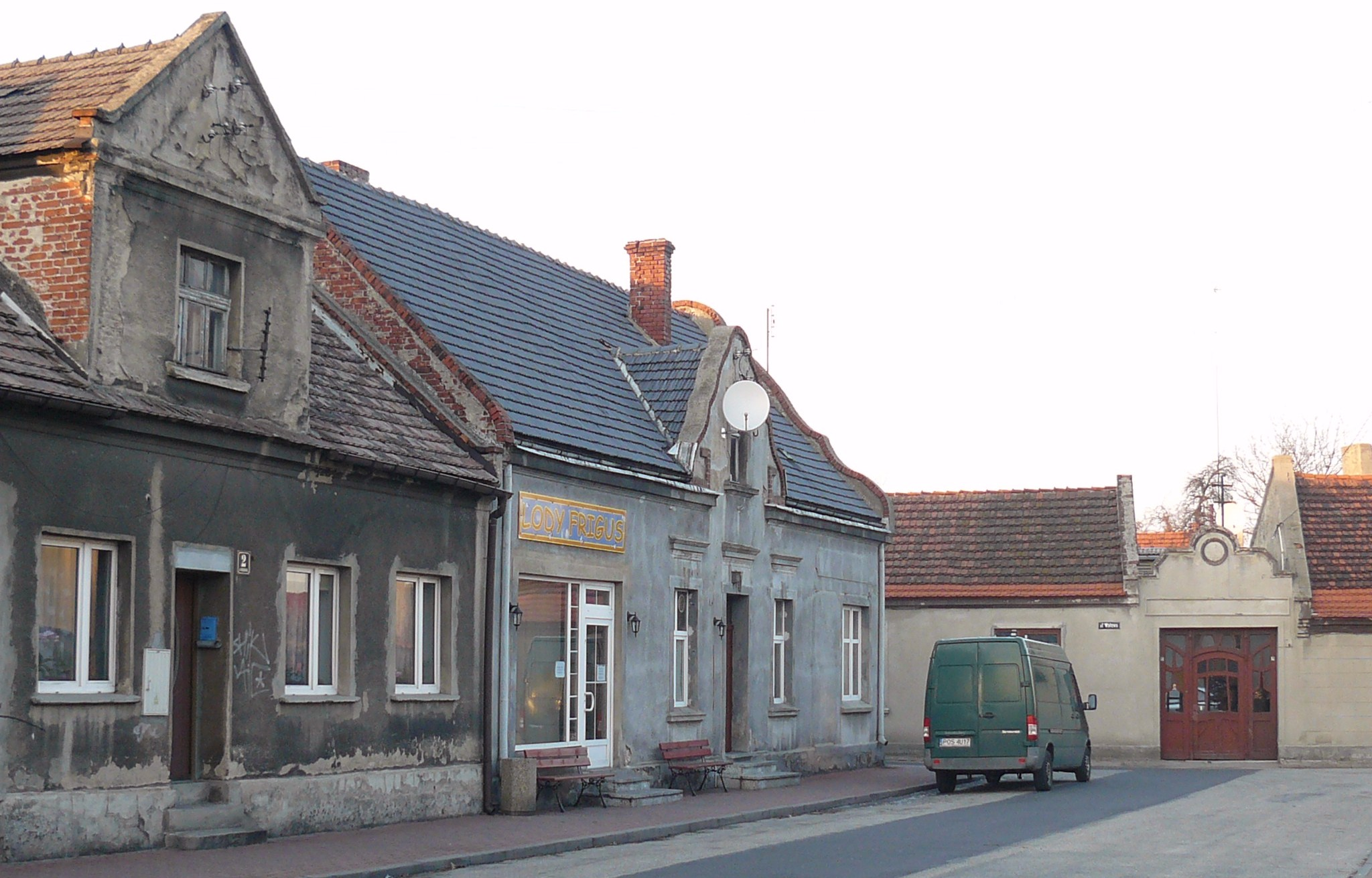
Stara zabudowa w centrum Raszkowa (2012)

Wymieniany od 1403 roku jako wieś rycerska. Raszków otrzymał prawa miejskie w dniu 8 stycznia 1444 roku, na prawie niemieckim. Przywilej lokacyjny spisany w języku łacińskim wystawił Wojciech „de Raschkowo”, zakładający miasto „na surowym korzeniu”.

### Okres Rzeczypospolitej Obojga Narodów
Do końca XV wieku miasto było własnością Raszkowskich. W 1504 Jan i Mikołaj Raszkowscy sprzedali swoją miejscowość rodową za 100 grzywien Bieniaszowi Zadorskiemu, który sprzedał ją Kościeleckim. Jan Kościelecki podkomorzy krakowski sprzedał część miasta braciom Chwalczewskim. W dalszym ciągu majątek swój posiadał tu Mikołaj Baran Raszkowski. W 1637 właścicielem Raszkowa był Piotr Sieniuta. W 1664 wojewoda podlaski Wacław Leszczyński, a w 1683 król Polski Stanisław Leszczyński. Później właścicielami byli przedstawiciele szlacheckich wielkopolskich rodów Mycielskich oraz Skórzewskich.
W XVI wieku Raszków odgrywał pierwszorzędną rolę pośród wszystkich ówczesnych miast regionu tj. Kwiatkowa, Odolanowa, Ostrowa, Sobótki i Sulmierzyc, o czym świadczy wysokość płaconych podatków przez miasto. W tym czasie miasto należało do rodziny Chwalczewskich – Stanisław Chwalczewski był tłumaczem i historykiem, przetłumaczył z łaciny „Kronikę Polski” Macieja Miechowity, Jerzy został biskupem łuckim a Piotr kasztelanem biechowskim.
Na początku XVII wieku w Raszkowie było 24 rzemieślników m.in. 6 szewców, 3 kowali, 2 bednarzy i 2 sukienników. W mieście odbywało się siedem jarmarków rocznie.
Od 1655 roku zniszczenia przyniósł potop szwedzki, w późniejszym czasie przez region ostrowski przechodziły liczne wojska m.in. saskie, szwedzkie, rosyjskie oraz polskie, a w okolicznych miejscowościach panowała zaraza. Wydarzenia te, były przyczyną spadku liczby mieszkańców Raszkowa do 256 osób (1717).

### Okres zaborów
W 1839 roku szlachta na czele z Wojciechem Lipskim z Lewkowa i Janem Niepomucenem Niemojowskim ze Śliwnik założyła w Raszkowie kasyno obywatelskie, przeniesiono tu także bibliotekę polską z Ostrowa.
25 kwietnia 1848 roku w okresie powstania wielkopolskiego w okolicach miejscowości miała miejsce nierozstrzygnięta bitwa pod Raszkowem, w której powstańcy polscy starli się z wojskiem pruskim.
Od połowy XIX wieku z miasta ubywało mieszkańców, przyczyną był brak dogodnych połączeń komunikacyjnych z innymi miastami m.in. brak linii kolejowej.
W 1854 roku powstało Kurkowe Bractwo Strzeleckie; w 1876 roku założono Bank Ludowy; w 1888 roku wybudowano murowany katolicki kościół parafialny w stylu neogotyckim.
W 1888 roku miasto wymienione zostało w Słowniku geograficznym Królestwa Polskiego podającym, że w mieście istniały: kościół, synagoga, urząd pocztowy, Towarzystwo Polskie Przemysłowców, a w skład miasta wchodził folwark Józefów.

### Okres II RP
W latach 1918–1919 społeczeństwo Raszkowa i okolic wzięło czynny udział w powstaniu wielkopolskim, które doprowadziło do powstania II Rzeczypospolitej. W 1921 roku miasto liczyło 1672 mieszkańców.

## Przynależność administracyjna
W XIX wieku miejscowość przynależała administracyjnie do powiatu odolanowskiego. W latach 1975–1998 do województwa kaliskiego, od 1999 roku do powiatu ostrowskiego.

## Ludność
| Liczba mieszkańców Raszkowa według GUS | Liczba mieszkańców Raszkowa według GUS | Liczba mieszkańców Raszkowa według GUS | Liczba mieszkańców Raszkowa według GUS | Liczba mieszkańców Raszkowa według GUS |
| Data (stan na 1 stycznia)              | Liczba ludności                        | Przyrost                               | Gęst. zaludnienia [os./km²]            | Powierzchnia [km²]                     |
| -------------------------------------- | -------------------------------------- | -------------------------------------- | -------------------------------------- | -------------------------------------- |
| 2012                                   | 2076                                   | –                                      | 1013                                   | 2,05                                   |
| 2013                                   | 2073                                   | 3                                      | 1011                                   | 2,05                                   |
| 2014                                   | 2076                                   | 3                                      | 1013                                   | 2,05                                   |
| 2015                                   | 2080                                   | 4                                      | 1015                                   | 2,05                                   |
| 2016                                   | 2089                                   | 9                                      | 1019                                   | 2,05                                   |
| 2017                                   | 2100                                   | 11                                     | 1024                                   | 2,05                                   |
| 2018                                   | 2101                                   | 1                                      | 1025                                   | 2,05                                   |
| 2019                                   | 2099                                   | 2                                      | 1024                                   | 2,05                                   |

## Gospodarka
W okresie Rzeczypospolitej Obojga Narodów miasto było lokalnym ośrodkiem garbarstwa oraz handlu i rzemiosła. Przy schyłku XVIII wieku w miejscowości zanotowano 18 szewców, 17 gorzelników, 9 kołodziejów, 7 mielcarzy oraz po pięciu młynarzy, garncarzy i krawców, a także po trzech piekarzy, bednarzy i kuśnierzy, 2 stolarzy, jeden sukiennik, olejnik tłoczący olej, rymarz, ślusarz, kowal, cieśla, golarz oraz muzykant. Roczne dochody miejskie wynosiły 194 talary. W miejscowości odbywało się również 7 jarmarków rocznie.
Raszków jest niewielkim ośrodkiem z czego największy udział ma handel oraz usługi. W 2014 roku według klasyfikacji REGON w mieście działało 180 firm.

## Zabytki
- układ urbanistyczny wraz z archeologicznymi warstwami osadniczymi (XV–XIX wiek)[7],

- ratusz na Rynku, wybudowany w XIX w., przebudowany w 2018 roku dzięki pomocy miasta partnerskiego Palata, dach czterospadowy, drewniana wieżyczka zegarowa, na ścianie tablice pamiątkowe:
  - ku czci ofiar hitlerowskich obozów koncentracyjnych (ksiądz proboszcz Paweł Winnicki, komendant w Powstaniu Wielkopolskim Józef Noculak, kupiec Jan Bestry, nauczyciel Jan Drobnik, porucznik Władysław Płaczkowski) wykonana przez Elżbietę Rychlik z Przybysławic,
  - ku czci ofiar II wojny światowej oraz represji stalinowskich (2011 r.)[8],
- przed ratuszem:
  - obelisk ku czci powstańców wielkopolskich,
  - głaz pamiątkowy z tablicą o treści: Nieugięcie szlachetni bądźcie Raszkowianie / Niech ten obelisk będzie kamieniem milowym między dawnymi a nowymi laty / 5.VI.1994[9],
- kościół parafialny pw. Podwyższenia Krzyża Świętego z lat 1885–1887, neogotycki, z tablicą pamiątkową (w kruchcie) ku czci powstańców wielkopolskich[8]